# Langenselbold
Langenselbold é um município da Alemanha, situado no distrito de Main-Kinzig, no estado de Hesse. Tem 26,25 km² de área, e sua população em 2019 foi estimada em 14.127 habitantes.